# Le Bassin aux Nymphéas
Le Bassin aux Nymphéas é um óleo sobre tela de Claude Monet, pintado no ano de 1919, em Giverny.

## História
O quadro foi criado quando Monet já estava quase cego. No jardim desta sua casa, onde morreu, existiam os nenúfares que ele reproduziu em vários dos seus quadros.
Foi vendido no dia 24 de Junho de 2008 na Christie's, em Londres por 40,9 milhões de libras (51,6 milhões de euros), batendo o recorde mundial para uma obra de Monet.